# Киженцев, Николай Андрианович
Николай Андрианович Киженцев — советский военный, государственный и политический деятель, генерал-лейтенант.

## Биография
Родился в 1914 году в с. Камышловка, ныне упраздненное в Узункольском р-не Костанайской обл. Казахстана. Член КПСС с 1939 года.
С 1936 года — на военной службе, общественной и политической работе. В 1936—1973 гг. — стрелок пограничной заставы, курсант школы младшего начсостава, помощник начальника застав, участник Великой Отечественной войны в пограничном полку НКВД, помощник начальника разведывательного отдела УПВ НКВД Молдавского округа, участник операций по ликвидации диверсионно-бандитских формирований и националистического подполья, начальник 22-го Кишиневского ПОГО УПВ Молдавского округа. С 1959 по 1963 в Белорусском погранокруге и до 1969 пом. нач. погранвойск по оперативной работе ГУПВ СССР.  С 1970 года 1-й заместитель начальника УПВ МВД Среднеазиатского округа/УПВ КГБ Среднеазиатского округа — начальник штаба, начальник УПВ КГБ Западного округа, заместитель начальника штаба ГУПВ КГБ при СМ СССР по разведке, помощник начальника ГУПВ КГБ при СМ СССР по разведке — начальник Разведывательного управления ГУПВ, начальник войск Среднеазиатского пограничного округа КГБ. С 1977 в отставке.
Избирался депутатом Верховного Совета СССР 8-го созыва, членом ревизионной комиссии ЦК компартии Белоруссии, членос ЦК компартии Туркменистана.
Умер в Москве в 2009 году.